# علائم حیاتی

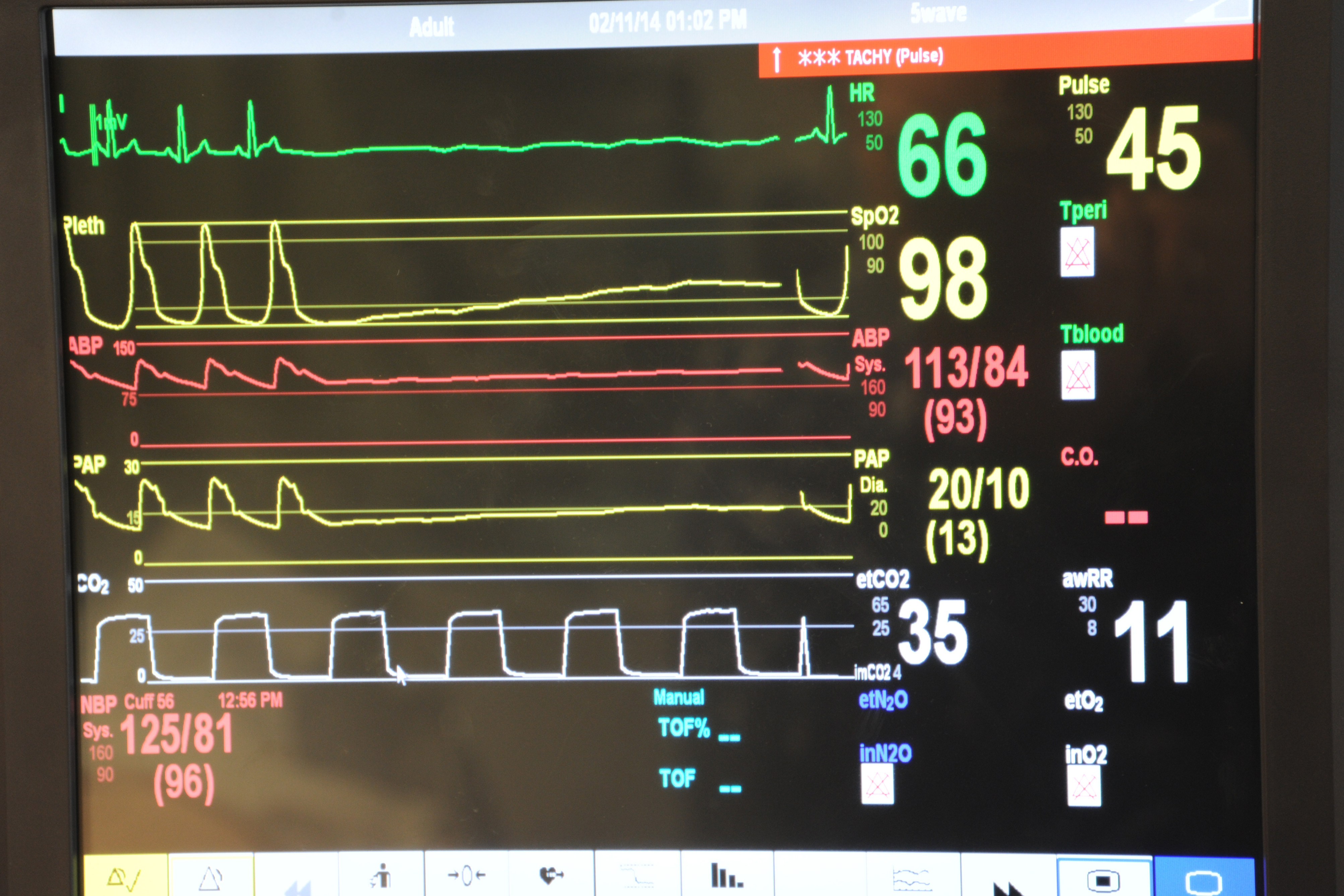
علائم حیاتی

علائم حیاتی معیارهای آماری و فیزیولوژیک مختلفی هستند که توسط پزشک و پرستار کنترل و ثبت شده و به منظور ارزیابی اساسی‌ترین عملکردهای بدن انسان بکار می‌روند. ثبت علائم حیاتی بخش جدا ناپذیر از یک پروسه درمانی است. برداشتن علائم حیاتی به‌طور طبیعی مستلزم کنترل و ثبت دما و درجه حرارت بدن، تعداد نبض (ضربان قلب)، فشار خون و تعداد تنفس است، اما گاه ممکن است شامل 
علائم حیاتی اغلب با توجه به سن افراد مقداری متفاوت است.